# Козак, Конрад
Конрад Козак (нем. Konrad Cosack; 12 марта 1855—27 декабря 1933) — немецкий юрист.
Профессор гражданского права в Боннском университете и председатель отделения по торговым делам в боннском ландгерихте.
Его главные работы:
- «Lehrbuch des Handelsrechts» (1888; 6-е изд., 1903)
- «Lehrbuch des deutschen bürgerlichen Rechts auf der Grundlage des Bürgerl. Gesetzbuchs» (Йена, 1897—1900; 4-е изд., 1903—1904).